# 王俊民 (石首進士)
王俊民（1480年—1538年），字用章，號南湖，湖廣石首縣人，明朝政治人物，

## 生平
正德二年（1507年）丁卯科湖廣鄉試舉人。正德九年（1514年）甲戌科進士。初任山西蒲州知州。擢大名府同知，嘉靖元年（1522年）五月陞福建僉事，兵備汀漳。秩满，四年九月擢廣東左參議，以功赐彩币寶鈔，升山西副使，改福建巡海道副使，丁母楊氏憂去職。服闋，起復河南副使、兵备大名。轉廣西右參政，十二年七月陞廣東按察使，轉本省右布政使，十三年六月升本司左布政使，本年冬入觐京师，十四年正月考察以不及調官雲南左布政使。嘉靖十七年（1538年）四月十三日卒于官，年五十九。